# ك. روبن
ك. روبن (2 أبريل 1990 ببيتالينغ جايا في ماليزيا - ) هو لاعب كرة قدم ماليزي في مركز الدفاع. شارك مع منتخب ماليزيا تحت 23 سنة لكرة القدم ومنتخب ماليزيا لكرة القدم. أما مع النوادي، فقد لعب مع Armed Forces F.C. ‏ وPolis Diraja Malaysia FC ‏.

## وصلات خارجية
- ك. روبن على موقع Soccerway.com (الإنجليزية)